# エステル・モッセリー
エステル・モッセリー（フランス語: Estelle Mossely、1992年8月19日 - ）は、フランスの女子プロボクサーである。アマチュア時代に2016年リオデジャネイロオリンピックにライト級で出場し、決勝まで進み中国の尹軍花を破り金メダルを獲得。オリンピック前の世界選手権でも優勝した。
2018年7月28日、プロデビュー。
2019年6月、IBO 女子世界ライト級王座を獲得。

## 人物
2017年8月2日、リオデジャネイロオリンピックと2015年世界選手権チャンピオンであるフランスのトニー・ヨカとの間に息子が生まれ、アリと命名された。